# Михаил Карафилов
Михаил Т. Карафилов е български строителен инженер.

## Биография
Карафилов е роден в 1880 година в големия македонски български град Велес, тогава в Османската империя, днес в Северна Македония. Завършва строително инженерство в Лозанския университет в 1904 година. Работи като инженер в Дирекцията за изучаване и постройка на железниците и пристанищата. Ръководи заснимането и изучаването на трасетата на новите железопътни линии. В 1926 г. започва частна практика. Член е на Българското инженерно-архитектурно дружество от май 1908 г. Избиран за член на настоятелството, председател на Софийския клон на БИАД и член на Колегиалния съд (1930-те години). Публикува статии по различни въпроси в списанието на дружеството.
Умира в 1940 година в София. Дядо е на литературоведа Михаил Неделчев.